# 尖棘蛛
尖棘蛛（学名：Gasteracantha fornicata）为金蛛科棘蛛屬下的一个种。